# Jake Voskuhl
Robert Jacob "Jake" Voskuhl, né le 1er novembre 1977 à Tulsa dans l'Oklahoma, est un ancien joueur américain de basket-ball ayant évolué en NBA au poste de pivot.